# 위생 매크로
위생 매크로(Hygienic macro)는 컴퓨터 과학에서 확장 시 실수로 식별자를 캡처하지 않도록 보장되는 매크로이다. 이는 스킴, 딜런, 러스트, 님 및 줄리아와 같은 프로그래밍 언어의 기능이다. 우연한 캡처의 일반적인 문제는 위생 매크로가 도입되기 전에 리스프 커뮤니티에서 잘 알려져 있었다. 매크로 작성자는 문제를 피하기 위해 고유 식별자(예: gensym)를 생성하는 언어 기능을 사용하거나 난독화된 식별자를 사용한다. 위생 매크로는 매크로 확장기에 통합된 캡처 문제에 대한 프로그래밍 방식의 솔루션이다. "위생"이라는 용어는 수학에서 사용되는 용어에서 영감을 받아 위생 매크로 확장을 도입한 콜베커(Kohlbecker) 등의 1986년 논문에서 만들어졌다.

## 같이 보기
- 전처리기